# آرثر كينيدي
آرثر كينيدي (بالإنجليزية: Arthur Kennedy)‏، (ولد: 17 فبراير 1914 - توفي: 5 يناير 1990) ممثل مسرحي وممثل أفلام أمريكي. رُشح لجائزة الأوسكار لأفضل ممثل مساعد أربع مرات (1949، 1955، 1957، 1958) وجائزة الأوسكار لأفضل ممثل مرة واحدة عام 1951. في عام 1955 فاز جائزة غولدن غلوب لأفضل ممثل مساعد عن دوره في فيلم محاكمة. شارك في عدة أفلام من بينها: إلمر جانتري، موضع بايتون، رحلة رائعة، لقد قالت الجريمة ولورنس العرب

## روابط خارجية
- آرثر كينيدي على موقع IMDb (الإنجليزية)
- آرثر كينيدي على موقع الموسوعة البريطانية (الإنجليزية)
- آرثر كينيدي على موقع ألو سيني (الفرنسية)
- آرثر كينيدي على موقع تيرنر كلاسيك موفيز (الإنجليزية)
- آرثر كينيدي على موقع تيرنر كلاسيك موفيز (الإنجليزية)
- آرثر كينيدي على موقع أول موفي (الإنجليزية)
- آرثر كينيدي على موقع قاعدة بيانات برودواي على الإنترنت (الإنجليزية)
- آرثر كينيدي على موقع قاعدة بيانات برودواي على الإنترنت (الإنجليزية)
- آرثر كينيدي على موقع قاعدة بيانات برودواي على الإنترنت (الإنجليزية)
- آرثر كينيدي على موقع قاعدة بيانات الأفلام السويدية (السويدية)